# Bad Teacher (film)
Pour les articles homonymes, voir Bad Teacher.
Pour plus de détails, voir Fiche technique et Distribution.
Bad Teacher, ou Sale Prof au Québec, est une comédie noire américaine réalisée par Jake Kasdan, sortie en 2011. Basé sur un scénario de Lee Eisenberg (en) et Gene Stupnitsky, le film est notamment interprété par Cameron Diaz, Justin Timberlake, Lucy Punch et Jason Segel.

## Synopsis
Professeur dans un collège de Chicago, Elizabeth Halsey (Cameron Diaz) préfère fumer de la marijuana, boire de l'alcool et dormir dans sa salle de classe, plutôt que d'enseigner à ses élèves, qui se retrouvent contraints de regarder des films. Elle n'a qu'une idée en tête : être entretenue par un homme riche et beau. L'arrivée de Scott Delacorte (Justin Timberlake) va la pousser à envisager un plan pour le séduire : se refaire la poitrine, mais l'opération est coûteuse. Entre les attaques de sa rivale Amy Squirrell (Lucy Punch) et les avances du professeur de gymnastique Russell Gettis (Jason Segel), Elizabeth tente de trouver le financement de son opération.
Scott finit par céder aux avances d'Amy, au grand dam d'Elizabeth. La jeune femme profite d'un séjour entre professeurs et élèves pour séduire Scott à son tour, après avoir fait en sorte que sa rivale ne soit pas présente. Mais avec toutes ces actions machiavéliques, Elizabeth ne réalise pas qu'elle passe à côté de l'amour et qu'elle est aussi et malgré tout attachée à ses élèves.

## Fiche technique
- Titre original et français : Bad Teacher
- Titre québécois : Sale Prof
- Réalisation : Jake Kasdan
- Scénario : Lee Eisenberg (en) et Gene Stupnitsky
- Décors : Jefferson Sage
- Costumes : Debra McGuire
- Photographie : Alar Kivilo
- Montage : Tara Timpone
- Musique : Michael Andrews
- Casting : Anya Colloff et Amy McIntyre Britt
- Direction artistique : Andrew Max Cahn
- Production : Jimmy Miller, Carey Dietrich et David Householter
  - Production exécutive : Georgia Kacandes
- Sociétés de production : Columbia Pictures et Mosaic Media Group
- Société de distribution : Columbia Pictures (cinéma)
- Budget : 19 millions$ US[1]
- Format : Couleur - 35 mm - 1,85 : 1 — Son Dolby Digital - DTS - SDDS
- Pays de production :  États-Unis
- Langue originale : anglais
- Genre : Comédie noire
- Durée : 92 minutes (version cinéma) • 97 minutes (version non censurée)
- Dates de sortie : 
  - Royaume-Uni et Irlande : 17 juin 2011
  - États-Unis et Canada : 24 juin 2011
  - Belgique : 22 juin 2011
  - France : 27 juillet 2011
- Dates de sortie DVD et Blu-ray : 
  - États-Unis : 18 octobre 2011[2]
  - France : 2 novembre 2011[3]
- Classification :
  - États-Unis : Restricted[4]
  - France : Tous publics puis déconseillé aux moins de 10 ans lors de sa diffusion à la télévision[5]

## Distribution

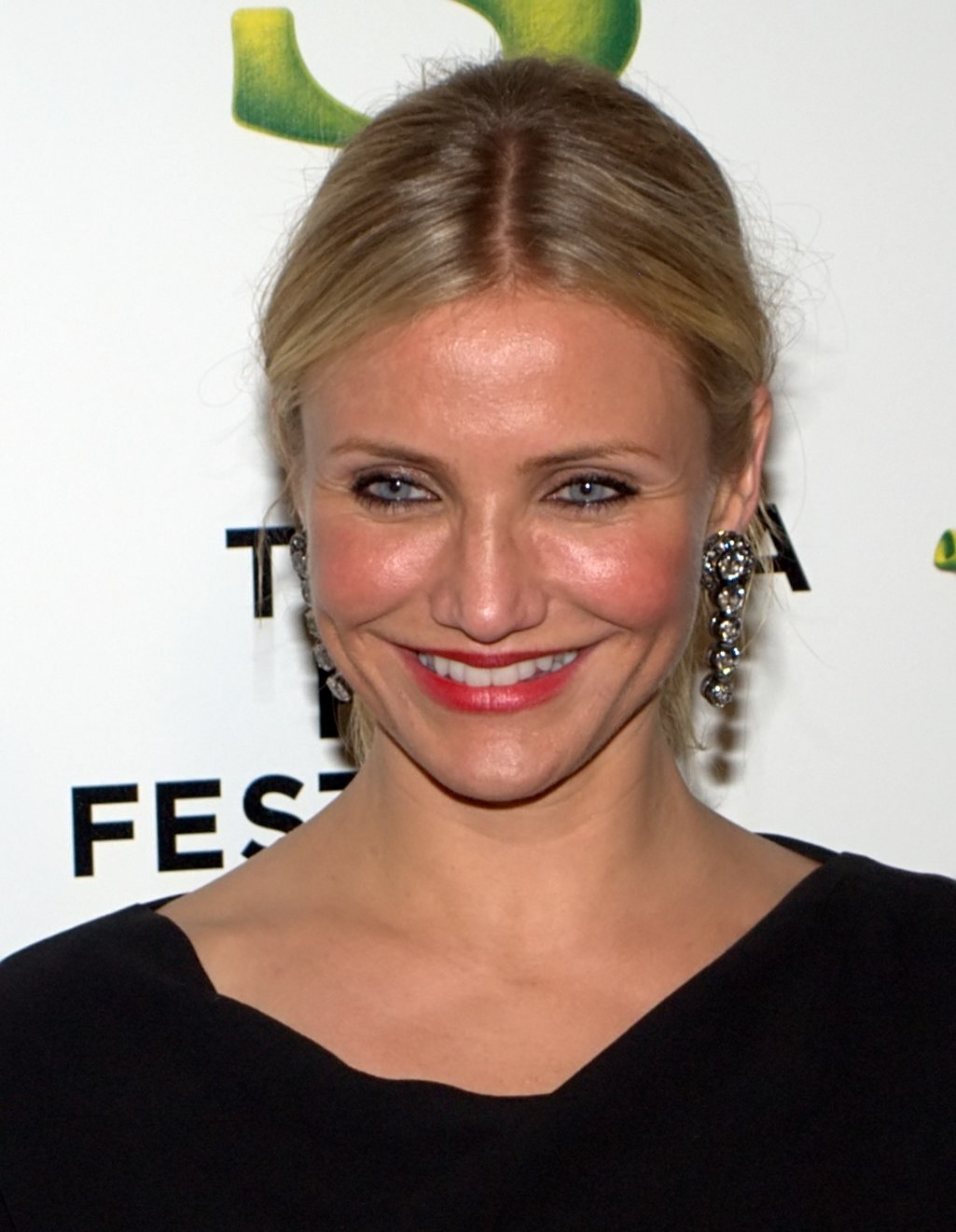
L'actrice principale Cameron Diaz, l'année de tournage du film.

- Cameron Diaz (VF : Barbara Tissier et VQ : Camille Cyr-Desmarais) : Elizabeth Halsey
- Justin Timberlake (VF : Alexis Tomassian et VQ : Nicolas Charbonneaux-Collombet) : Scott Delacorte
- Jason Segel (VF : Jérôme Rebbot et VQ : Patrice Dubois) : Russell Gettis
- Lucy Punch (VF : Sandra Valentin et VQ : Julie Beauchemin) : Amy Squirrell
- John Michael Higgins (VF : Bernard Gabay et VQ : François Sasseville) : Principal Wally Snur
- Phyllis Smith (VF : Monique Thierry et VQ : Hélène Lasnier) : Lynn Davies
- Thomas Lennon (VF : Laurent Morteau) : Carl Halabi
- Eric Stonestreet (VF : Gilles Morvan) : Kirk
- Dave Allen (VF : Pascal Casanova et VQ : Benoit Rousseau) : Sandy Pinkus
- Matthew J. Evans (it) (VF : Tom Trouffier et VQ : Léo Caron) : Garrett Tiara
- Kaitlyn Dever (VF : Camille Timmerman et VQ : Célia Gouin-Arsenault) : Sasha Abernathy
- Kathryn Newton (VF : Claire Baradat et VQ : Ludivine Reding) : Chase Rubin-Rossi
- Molly Shannon (VF : Véronique Borgias) : Melody
- Noah Munck (VF : Gwenaël Sommier) : Tristan
- Jillian Armenante : Mme Pavicic
- Adrian Kali Turner (VF : Benjamin Douba-Paris et VQ : Alexandre Cabana) : Shaun
- Andy Scott Harris (it) : Un élève
- Christine Smith (en) : Danni, la femme aux gros seins
- Nat Faxon (VF : Julien Sibre): Mark
- David Paymer : le docteur Vogel

- Version française
  - Studio de doublage : Cinéphase
  - Direction artistique : Hervé Rey
  - Adaptation : Sylvie Caurier

Sources : Version française (VF), et Version québécoise (VQ)

## Production

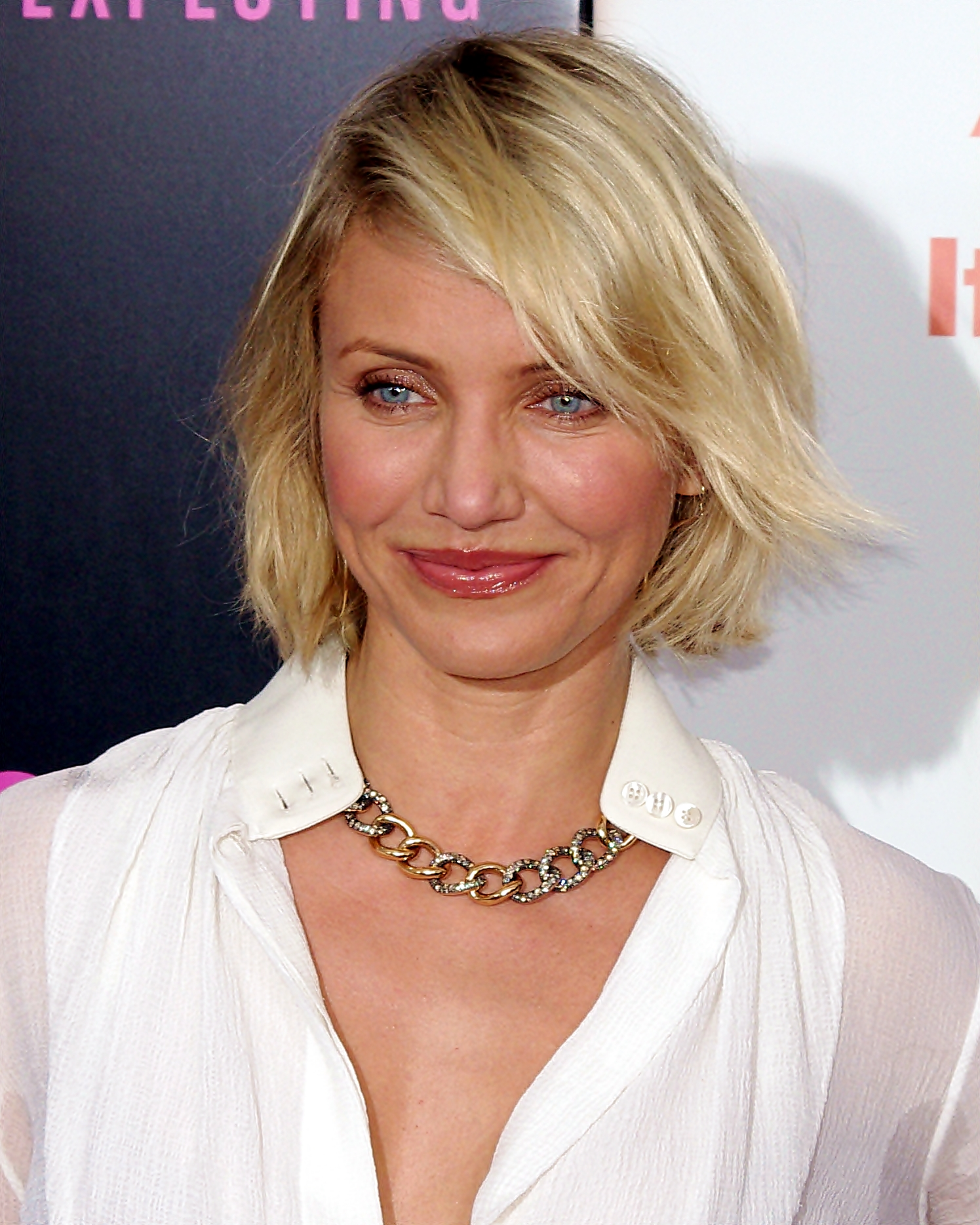
Cameron Diaz à la première de What to Expect When You're Expecting à New York en 2012.

Bad Teacher a été réalisé par Jake Kasdan basé sur le scénario de Lee Eisenberg (en) et Gene Stupnitsky. Columbia Pictures a acheté ce scénario à Eisenberg et Stupnitsky en août 2008. En mai 2009, Kasdan a été embauché pour réaliser le film. En décembre de la même année, Cameron Diaz a été choisie pour le rôle principal. Justin Timberlake a été choisi en mars 2010, et le tournage a commencé un peu plus tard dans le mois.
Une suite est envisagée, Bad Teacher 2.

## Réception

### Accueil critique
Le film a reçu des critiques mitigées. Dans les pays anglophones, l'agrégateur de critiques Rotten Tomatoes rapporte que 46 % des 133 critiques ont donné au film une critique positive, avec une note moyenne de 5.3⁄10. Par les Top Critics de Rotten Tomatoes, composés de critiques populaires et notables de la haute presse, des sites internet, ainsi que des programmes télé et radio, le film détient un taux d'approbation globale de 28 %, basée sur un échantillon de 32 commentaires. Le site partage la poire en deux, indiquant qu'« en dépit d'un concept prometteur et une performance délicieusement effrontée de Cameron Diaz, Bad Teacher n'est jamais aussi drôle que cela devrait être ». Metacritic a quant à lui rapporté que le film avait obtenu un score moyen de 47 sur 100, basé sur 37 avis. CallItLikeISeeIt a par ailleurs apprécié le film, le considérant comme « une pause bienvenue du style de Judd Apatow et des clichés de la comédie ».
En France, Bad Teacher rencontre un accueil critique assez modéré, avec 2.4⁄5 sur le site Allociné, basé sur douze titres de presse.

### Box-office
| Pays ou région | Box-office      | Date d'arrêt du box-office | Nombre de semaines |
| -------------- | --------------- | -------------------------- | ------------------ |
| Mondial        | 216 412 265 $   | 6 novembre 2011            | 21                 |
| États-Unis     | 100 292 856 $   | 13 octobre 2011            | 16                 |
| France         | 986 216 entrées | 18 septembre 2011          | 8                  |

Distribué aux États-Unis dans 3 049 salles, Bad Teacher parvient à se positionner à la seconde place du box-office américain pour son premier week-end d'exploitation avec 31 603 106 $, soit une moyenne de 10 365 $ par salles, et à la troisième place du box-office pour sa première semaine à l'affiche avec 45 445 971 $, soit une moyenne de 14 905 $ par salles. Le film rencontre son public, malgré une baisse des recettes, dépassant dès sa troisième semaine le cap des 80 millions de dollars de recettes avec 83 305 192 $. Il franchit le cap des 100 millions de dollars de recettes lors de sa quinzième semaine à l'affiche . Finalement, Bad Teacher finit sa carrière en salles lors de sa seizième semaine avec un total de 100 292 856 $ rien que sur le territoire américain, ce qui constitue un succès commercial au vu de son budget de production de 20 millions.
Le film connaît un succès similaire à l'étranger, puisqu'il engrange 116 119 409 $ de recettes, portant le total des recettes américaines et internationales à 216 412 265 $.
En France, où il est distribué dans plus de 300 salles, Bad Teacher totalise 397 304 entrées et se classe en troisième position du box-office . Il a dépassé le demi-million d'entrées la semaine suivante avec 686 049 entrées. Il finit son exploitation en salles au bout de huit semaines avec un total de 986 216 entrées .

## Autour du film

### Adaptation en série télévisée
Au printemps 2013, le réseau CBS a commandé une série adaptée du film pour la mi-saison. Elle met en vedette Ari Graynor dans le rôle principal. La série s'arrête après une saison seulement.
A contrario, le remake danois, Rita eu plus de succès. La série, menée par Mille Dinesen fut diffusé sur TV 2 Danmark durant 8 ans et 5 saisons entre 2012 et 2020.
À la suite du succès de la série, la France propose sa propre version avec Sam et dont le rôle principal a été donné successivement à Mathilde Seigner (saison 1), Natacha Lindinger (saison 2 à 6) et enfin Hélène de Fougerolles (à partir de la saison 7).
De plus, un remake du film originel est également repris par Frédéric Quiring. Intitulé La Très Très Grande Classe, il met en scène Melha Bedia, Audrey Fleurot et François Berléand.